# SMS Seeadler (1892)
Корабль Его Величества Зееадлер (нем. SMS Seeadler, в переводе на русский — орлан) — безбронный крейсер типа «Буссард», третий из шести кораблей, построенных для Кайзерлихмарине. Другие корабли этого типа: «Буссард» (головной корабль серии), «Фальке», «Кондор», «Корморан» и «Гейер». «Зееадлер» был построен на имперской верфи (Kaiserliche Werft) в Данциге в конце 1890 года, спущен на воду в феврале 1892 года и вступил в строй в августе того же года. «Зееадлер» был предназначен для несения колониальной службы. Вооружение крейсера составляла главная батарея из восьми 105-мм орудий. Корабль развивал скорость в 15,5 узлов (28,7 км/ч).
Большую часть службы «Зееадлер» провёл за рубежом. После вступления в строй он присоединился к бронепалубному крейсеру «Кайзерин Августа» для визита в США, чтобы принять участие в праздновании 400-летия плавания Христофора Колумба через Атлантику. Затем крейсер отправился в Германскую Восточную Африку, где пребывал до 1898 года. В 1898—1899 годах корабль на короткий период вернулся в Германию, где прошёл модернизацию, после чего получил назначение на базу южных морей в Германской Новой Гвинее. В ходе своего тура на Тихом океане крейсер принял участие в подавлении восстания боксёров в цинском Китае в 1900 году. Служба «Зееадлера» на Тихом океане прервалась восстанием Маджи-Маджи в Германской Восточной Африке, побудившим командование Кайзерлихмарине отправить туда крейсер.
Следующие девять лет «Зееадлер» оставался в Восточной Африке, в январе 1914 годаон вернулся в Германию. После модернизации 1899 года крейсер провёл свыше 13 лет за рубежом — это самый долгий период непрерывной службы за рубежом среди немецких кораблей. По прибытии в Германию крейсер был снят со службы и не был мобилизован после начала Первой мировой войны в августе 1914 года, поскольку был слишком стар, чтобы иметь какую-либо боевую ценность. Крейсер использовался как блокшив для хранения мин вне Вильгельмсхафена. 19 апреля 1917 года груз мин на борту сдетонировал и разрушил корабль. Обошлось без потерь. Остов корабля так никогда и не был поднят для сдачи на металл.

## Описание
Корпус крейсера был длиной в 83,9 м и 12,7 м шириной, осадка составляла 4,42 м, водоизмещение — 1 864 т при полной боевой загрузке. Силовая установка состояла из двух горизонтальных трёхцилиндровых паровых машин, питаемых от четырёх цилиндрических угольных котлов. Крейсер развивал максимальную скорость в 15,5 узлов (28,7 км/ч) и мог пройти расстояние в 5 460 км на скорости 9 узлов. Экипаж корабля состоял из 9 офицеров и 152 матросов.
Вооружение крейсера составляли восемь 105-мм скорострельных орудий SK L/35 на одиночных опорах, общий боезапас оставлял 800 выстрелов. Орудия били на 10 800 м. Два из них были размещены рядом на носу, два на каждом борту и два на корме. На борту было также пять револьверных орудий и два 350 мм торпедных аппарата с пятью торпедами, установленных на палубе.

## Служба
«Зееадлер», получивший имя морского орлана, был заложен на имперской верфи (Kaiserliche Werft) в конце 1890. Крейсер был спущен на воду 2 февраля 1892 и первоначально получил название Kaiseradler (орёл кайзера). Директор верфи капитан-цур-зее Ашманн произнёс речь на церемонии спуска корабля на воду.
Строительство корабля было завершено 27 июня 1892 года, крейсер вступил в ряды Кайзерлихмарине. Он был переименован 17 августа, поскольку кайзер Вильгельм II предпочёл дать имя «Орёл кайзера» своей яхте. В тот же день начались испытания «Зееадлера». 25 октября крейсер получил лёгкие повреждения, когда в Киле его ударил бронированный корвет «Байерн» (Bayern). Испытания продлились до 17 ноября, крейсер формально начал службу в составе флота 15 марта 1893 года.
Прежде чем заменить крейсер «Швальбе» на базе в Восточной Африке, «Зееадлер» совместно с бронепалубным крейсером «Кайзерин Августа» нанёс визит доброй воли в США на празднование 400-летия первого плавания Христофора Колумба через Атлантику. Корабли вышли из Киля 25 марта, но из-за ошибочной оценки запасов угля, необходимого для пересечения Атлантики, у «Зееадлера» по дороге закончилось топливо. «Кайзерин Августа» привела «Зееадлер» на буксире в Галифакс, где была произведена бункеровка углём. 18 апреля оба крейсера достигли Хэмптон-Роудс. Корабли девяти других флотов, включая американский, прибыли на главную церемонию в залив Нью-Йорка. На церемонии присутствовал президент США Гровер Кливленд. «Зееадлер» привлёк к себе особое внимание, поскольку внешне выглядел как яхта.

### Служба в Восточной Африке
После завершения празднеств в США «Зееадлер» отправился обратно через Атлантику, сначала к Азорским островам, потом в Средиземное море, а затем в Красное. 20 июня в Адене он встретил «Швальбе». «Зееадлер» проследовал в Бомбей для обычного технического обслуживания, которое продлилось с 3 июля по 21 августа. 2 сентября крейсер наконец прибыл на базу, но в Занзибаре потерял якорь, когда встречался с исследовательским кораблём «Мёве» с восточноафриканской базы. 9 сентября оба корабля пошли в Кильву, где произошло нападение группы работорговцев на небольшой отряд Polizeitruppe (полицейских сил), базировавшихся здесь. Колониальная армия и Schutztruppe (силы обороны) не смогли соединиться с полицейскими, и поэтому «Зееадлер» и «Мёве» обстреляли работорговцев и ликвидировали угрозу.
Затем «Зееадлер» отправился в Лоуренсо-Маркеш (Португальский Мозамбик). Восстание, вспыхнувшее в португальской колонии, угрожало проживавшим в городе германским подданным. Крейсер эвакуировал гражданских в Занзибар, куда прибыл 15 ноября. В это время «Мёве» была переброшена в Германскую Новую Гвинею, а крейсера «Кондор» и «Корморан» (одного с «Зееадлером» типа) прибыли в Германскую Восточную Африку. «Кондор» должен был подкрепить «Зееадлер», а «Корморан» — идти в Тихий океан, но позднее он временно остался в Восточной Африке, чтобы усилить германское военное присутствие в регионе. Тем самым командование следило за возможным ущербом для германских экономических интересов в Мозамбике и предотвратило британское проникновение в бухту Делагоа, единственный порт снабжения для независимой Республики Трансвааль. В январе 1895 года «Кондор» взял на себя роль «Зееадлера» у побережья Восточной Африки.
10 января «Зееадлер» отбыл в Бомбей, где прошёл капитальный ремонт с заменой котлов. Для проведения работ были отправлены рабочие с Kaiserliche Werft (Киль). Корабль вернулся к службе в мае, 18 мая он покинул Бомбей и 31 мая прибыл в Восточную Африку. Тем временем «Корморан» был отозван из Восточной Африки и продолжил свой путь в Тихий океан. Остаток года прошёл для «Зееадлера» без происшествий, хотя он косвенно повлиял на политические события в Восточной Африки[как?]. В декабре британцами был предпринят рейд Джеймсона в Республику Трансвааль, что поставило под угрозу 15 тыс. германских подданных в Трансваале и инвестиции в экономику страны размером в 500 млн золотых марок. Германский губернатор рассматривал возможность отправить «Зееадлер» для высадки десанта с целью защитить германского консула в Претории, столице Трансвааля, но этот план был отменён после поражения отряда Джеймсона. Тем не менее «Зееадлер» оставался в Восточной Африке, пока трения не утихли. В середине февраля 1896 года крейсер ушёл в Кейптаун для ежегодного ремонта.
По завершении ремонта «Зееадлер» 28 апреля направился в Германскую Юго-Западную Африку для помощи Schutztruppe в подавлении мятежа. Крейсер получил приказ препятствовать морским поставкам вооружения для повстанцев британскими торговцами. 5 мая «Зееадлер» проследовал в Свакопмунд, где присоединился к канонерке Hyäne. С двух кораблей были высажены войска для защиты города. К концу месяца судно вернулось в Восточную Африку.
2 октября крейсер пришёл в Занзибар, чтобы забрать оттуда в Дар-эс-Салам свергнутого в ходе краткой англо-занзибарской войны султана Халида ибн Баргаша.
20 декабря «Зееадлер» снова был вызван в Лоуренсо-Маркеш, после того как местный германский консул граф фон Пфейль был атакован португальской колониальной полицией. 2 января 1897 года для демонстрации силы на помощь «Зееадлеру» пришёл «Корморан», после чего «Зееадлер» ушёл в Кейптаун для ежегодного ремонта.
Следующие два года протекли без происшествий. В январе 1898 «Зееадлер» снова вернулся в Кейптаун для ремонта. 3 мая он получил приказ идти в Германию. Три дня спустя крейсер покинул Дар-эс-Салам и 31 мая прибыл в Аден. Там он встретил корабль «Швальбе», следовавший в Восточную Африку ему на замену. 26 июня «Зееадлер» прибыл в Киль и 9 июля был снят со службы для проведения капитального ремонта в Данциге. Работы были проведены на Kaiserliche Werft, была убрана грот-мачта и оснастка для установки топселя.
3 октября 1898 «Зееадлер» вернулся к службе и получил приказ заменить однотипный крейсер «Фальке» на базе в южных морях в Германской Новой Гвинее. 19 октября крейсер вышел из Киля. 27-28 октября «Зееадлер» сделал остановку в Танжере с целью принудить марокканское правительство возместить Германии финансовый ущерб, затем отправился к германским колониям в южной части Тихого океана, прибыв туда 15 ноября.

### Служба на Тихом океане
Прибыв на Тихий океан, «Зееадлер» сначала отправился к островам Адмиралтейства. Это произошло 18 января 1900, поводом стало убийство европейского бизнесмена местными аборигенами.
30 января крейсер на несколько недель ушёл в круиз по четырём германским владениям, сделав остановки на недавно приобретённых Германией Каролинских и Марианских островах.
В мае крейсер пришёл в Германское Самоа, где встретил «Корморан». Два корабля совершили тур по островам, на борту «Зееадлера» находились губернатор Германского Самоа Вильгельм Зольф и глава Самоа Матафа Йозефо. В июле 1900 года корабль был отправлен на базу в южных морях, для помощи в подавлении Боксёрского восстания в цинском Китае. Крейсер прибыл в Циндао в колонию Цзяочжоу и присоединился к кораблям Германской Восточно-Азиатской эскадры. Следующие месяцы крейсер провёл в китайских заливах вместе с броненосным крейсером «фюрст Бисмарк» и универсальным крейсером «Герта».
24 апреля «Зееадлер» получил приказ идти к островам Яп, чтобы оказать помощь севшему на мель почтовому пароходу SS München компании Norddeutscher Lloyd. «Зееадлер» прибыл к месту 3 мая, к этому времени паре буксиров удалось стащить пароход с мели. Экипаж крейсера помог при ремонте повреждённого корпуса парохода.
Затем судно вернулось в Восточную Азию, продолжив патрулирование в китайских и японских заливах, продлившееся до конца 1902 года. За время пребывания крейсера в Китае от вражеских действий экипаж потерял одного человека. 2 января 1903 года для замены «Зееадлера» в восточноазиатских водах прибыл[куда?] однотипный крейсер «Буссард», а «Зееадлер» вернулся на базу в южных морях. С 3 августа по 14 сентября корабль проходил периодический ремонт в Ураге, близ Токио.
С началом Русско-японской войны в феврале 1904 года корабль был отозван в Циндао для противодействия возможным враждебным действиям против Германии. В этот период «Корморан» был заменён «Кондором», оба крейсера присоединились к исследовательскому кораблю «Мёве», в прошлом сопровождавшему «Зееадлер» в Восточной Африке. В начале 1905 года «Зееадлер» нанёс визиты доброй воли на Филиппины и в Голландскую Ост-Индию (ныне Индонезию), а в апреле вернулся в Циндао. 28 мая, после решающей победы японцев в Цусимском сражении, крейсер был отделён от Восточно-Азиатской эскадры и вернулся на базу в южных морях. На пути туда во время остановки в Понапе 20 августа экипаж получил приказ возвращаться в Африку, чтобы подавить восстание Маджи-маджи, разразившееся в июле. По дороге в Восточную Африку «Зееадлер» дважды садился на мель в Лабуане и Сингапуре, эти происшествия не причинили ему ущерба. 1 октября крейсер прибыл в Дар-эс-Салам.

### Возвращение в Восточную Африку
В середине октября 1905 года «Зееадлер» высадил в Саманге десант для защиты береговой телеграфной линии. В середине декабря корабль вернулся в Дар-эс-Салам, после чего ушёл в Килву 17 января 1906 года. 24 января крейсер прибыл обратно в Дар-эс-Салам.
С 10 февраля по 16 марта «Зееадлер» проходил ремонт в Кейптауне. К этому времени ситуация в Восточной Африке разрядилась, и лёгкий крейсер «Тетис», также прибывший для подавления восстания Маджи-Маджи, ушёл обратно в Германию. «Зееадлер» тем не менее остался в регионе и в начале 1907 года был формально приписан к восточноафриканской базе.
В октябре того же года пост капитана занял корветтенкапитан Хуго Мейер, занимавший эту должность до июня 1909.
В 1908 году «Зееадлер» присоединился к однотипному кораблю «Буссард» на восточноафриканской базе. В том же году он снова прошёл в Кейптауне ремонт, продолжавшийся с 18 февраля по 18 марта.
Затем корабль проследовал в Германскую Юго-Западную Африку, сделав остановки в Уолфиш-Бее и Свакопмунде. Там в марте и начале апреля он крейсировал вместе с канонеркой «Пантера».
18 апреля 1908 года крейсер вернулся обратно в Дар-эс-Салам, а 12—26 сентября прошёл ремонт в доках Бомбея. Остаток года, как и несколько последующих лет, прошёл без происшествий. Единственным значительным событием для корабля стало снятие с мели парохода SS Irmgard близ Келимане в начале ноября 1911 года.
В 1913 году мэр Кейптауна принял делегации от «Зееадлера» и британского бронепалубного крейсера «Гермес». К концу декабря принцы Леопольд и Георг Баварские посетили крейсер в Дар-эс-Саламе в ходе заморского тура.

### Финал
9 января 1914 года «Зееадлер» ушёл из Восточной Африки в Германию. За рубежом он провёл 13,5 лет, это был самый долгий беспрерывный срок заморской службы для любого из больших германских кораблей. Однотипный крейсер «Гейер», которому предстояло заменить «Зееадлер» был уже в пути. Зееадлер" сделал остановку в Адене 22 января, а в Киль прибыл 18 марта. Оттуда он выдвинулся в Данциг и был освобождён от службы. 6 мая 1914 года крейсер был переквалифицирован в канонерскую лодку. После начала Первой мировой войны в августе 1914 года «Зееадлер» был преобразован в блокшив для хранения морских мин, поскольку более не был пригоден для действующей службы. Он был отбуксирован в Вильгельмсхафен и встал на якорь на внешнем рейде. 19 апреля 1917 года, когда блокшив был пришвартован в бухте Джейд вне Вильгельмсхафена, его груз сдетонировал, корабль был разрушен, но обошлось без человеческих жертв. Остов корабля так никогда и не был поднят.